# Pterolophia pseudosecuta
Pterolophia pseudosecuta là một loài bọ cánh cứng trong họ Cerambycidae.